# 2024年阿姆斯特丹襲擊
當地時間2024年11月7日，荷蘭阿姆斯特丹舉行的歐洲足協歐霸盃比賽中，以色列球隊特拉維夫馬卡比足球會與荷蘭球隊阿積士足球會交鋒，賽後特拉維夫馬卡比球迷遭遇多次襲擊。賽前有影片拍到特拉維夫馬卡比球迷焚烧巴勒斯坦國旗，並高喊反阿拉伯口號，且沒有為2024年西班牙洪水的受害者默哀。據《電訊報》稱，這些針對以色列球迷的襲擊是事先策劃的。
襲擊期間，特拉維夫馬卡比球迷在阿姆斯特丹多處被伏擊和毆打。荷蘭警方指出，襲擊者「積極尋找以色列支持者進行攻擊」，並已拘留62人。事件中5人住院，另有20至30人受到輕傷。以色列當局安排三架救援航班接載國民回國。
荷蘭當局認為這些襲擊是反猶太行為，荷蘭和以色列政府均發表譴責聲明。根據以色列媒體的報導，這宗事件被視為反猶騷亂。

## 背景
當地當局表示，部分地區可能會發生衝突。比賽前夜，警方據報介入，防止一群計程車司機與荷蘭賭場的訪客發生衝突。比賽前的社交媒體影片顯示馬卡比球迷高喊反阿拉伯辱罵，並唱著「阿拉伯人去死」。其他影片和報導顯示，有人撕毀並焚燒巴勒斯坦旗幟，但具體時間點尚不清楚。馬卡比球迷還被拍到襲擊一名阿拉伯計程車司機，據報流氓威脅路人，並以噓聲打斷賽前的2024年西班牙洪水遇難者默哀儀式。
在以色列—哈馬斯戰爭期間，荷蘭的反猶太事件顯著上升。事件發生幾個月前，歐盟基本權利機構報告指出，歐洲的反猶太襲擊事件有所增加，部分原因與這此戰爭有關。這場阿積士與特拉維夫馬卡比的歐洲足協歐霸盃小組賽在阿姆斯特丹的約翰·克魯伊夫競技場舉行，比賽本身並無異常，最終阿積士以5比0取勝。
比賽前，阿姆斯特丹市長费姆克·哈尔瑟马為防止出現暴力事件，禁止在體育場附近舉行親巴勒斯坦抗議。她要求國家安全和反恐協調員進行額外的威脅評估，指出因以色列—哈馬斯戰爭及即將到來的「水晶之夜」紀念活動而引發的緊張局勢。摩薩德特工隨隊同行，以確保「最大程度的安全」，阿姆斯特丹警方亦在比賽前夕加強市中心的警力部署。摩薩德此前已警告荷蘭的以色列人和猶太人存在潛在威脅，並向安保部門通報相關訊息。市長隨後表示，由於阿積士是一支帶有猶太色彩的球隊，這場比賽起初並未被列為高風險活動。
阿姆斯特丹警方護送球迷離場，並表示已阻止其他騷亂，僅在賭場附近有小規模的騷動。到凌晨3點30分，整個城市恢復平靜。
儘管安保嚴密並禁止此類抗議活動，親巴勒斯坦示威者仍試圖在比賽當天前往約翰·克魯伊夫競技場。

## 襲擊
根據阿姆斯特丹市議會議員亞齊·費爾德赫伊曾（Jazie Veldhuyzen）的說法，當以色列球迷「開始攻擊阿姆斯特丹一些懸掛巴勒斯坦旗幟的住家」時，騷亂隨之爆發。此舉引發一些「阿姆斯特丹居民」團體在水壩廣場高喊親巴勒斯坦口號，與以色列球迷對峙。警方指示攜帶親巴勒斯坦標誌或喊「解放巴勒斯坦」口號的人離開該區域。據《電訊報》報導指，針對以色列人的襲擊是在Telegram群組上預先策劃的。
比賽結束後，阿姆斯特丹的多處地點爆發暴力事件。荷蘭警方表示，特拉維夫馬卡比球迷在市內多處遭到伏擊和襲擊。據《耶路撒冷郵報》稱，這些襲擊涉及多宗暴力事件，影片顯示球迷被毆打並遭到持刀追趕。目擊者稱，有人試圖追斬他人，有人被推進河中，襲擊者則對以色列人拳打腳踢並吐口水。《晚禱報》報導指出，至少有一宗試圖綁架以色列人的事件，許多球迷通過躲在商店和建築物內尋求庇護。社交媒體影片顯示，有球迷遭持刀追逐，一名行人被車輛撞倒，一名跌落運河的男子被迫高喊「解放巴勒斯坦」。10名以色列人受傷，3人失蹤。
阿姆斯特丹市長費姆克·哈爾瑟馬表示，襲擊者部分為「騎機車的青年」，他們使用襲後即逃的策略，當遭遇警方時即逃離現場。她指出，當局已向國家安全和反恐協調員請求安全評估，未發現明確威脅，並補充初步調查顯示騷亂是透過Telegram迅速組織的。

## 傷者情況
荷蘭警方表示，衝突後共拘留62人。
一名以色列受害者表示，比賽後他在賭場外遭到一群約20人的襲擊，他們詢問他的國籍，當他拒絕出示護照時，他被毆至昏迷，並被打斷兩顆牙齒。另一名以色列球迷表示，她在酒店內躲藏直到確認安全才能離開。另有一名球迷表示，似乎有人在火車站等候馬卡比球迷，「我們甚至不敢去機場。」
2024年11月8日新聞發佈會上，阿姆斯特丹市檢察官勒內·德伯克拉爾（René de Beukelaer）透露，5名住院者最終已出院，另有約20至30人受輕傷。根據報導指，至少62名嫌犯因暴力事件被捕，10人仍在羈押中。

## 反應

### 荷蘭
荷蘭首相迪克·斯霍夫表示，他對「針對以色列公民的反猶太襲擊感到震驚」。他稱這一情況「不可接受」，並補充他已「與所有相關方保持密切聯繫，剛剛與內塔尼亞胡通話，強調肇事者將被識別並追究責任」。荷蘭司法部長戴维·范韦尔表示，肇事者將被識別並追究責任，並補充「我們應該感到羞愧」。
荷蘭國王威廉-亞歷山大對襲擊事件表示「深感恐懼與震驚」，並說：「我們在二戰期間未能保護荷蘭猶太社群，而昨晚我們再次失職。」
多個荷蘭國會政黨已呼籲舉行緊急辯論，並在事件後下週進行。荷蘭政治人物海爾特·維爾德斯表示：「這看起來像是在阿姆斯特丹街頭的獵猶行動。應逮捕並驅逐那些在我們街頭襲擊特拉維夫馬卡比球迷的多元文化人渣」，並補充他對此事件發生在荷蘭「感到羞愧，完全無法接受」。自由民主人民黨領袖迪蘭·耶希爾格茲-澤赫里烏斯則形容這些畫面「極度病態」，稱肇事者是「純粹的敗類，純粹的猶太仇恨者」。
阿姆斯特丹市長費姆克·哈爾瑟瑪譴責襲擊事件，形容肇事者是「反猶太主義的襲後即逃小隊」。在新聞發佈會上，她表達了深深的羞愧，稱此事件為「城市的黑暗時刻」。哈爾瑟瑪表示，這一事件讓她聯想到歐洲歷史上對猶太人的大屠殺，並強調猶太人的生活與文化受到威脅。市府禁止週末示威並賦予警方攔查權。

### 以色列
以色列外交部長吉德翁·薩爾針對襲擊事件回應，建議身處阿姆斯特丹的以色列人留在酒店內。他譴責這些暴力行為為「野蠻且反猶」，並稱這是一個「對歐洲和全世界的警訊」。據以色列外交部消息，薩爾也已聯絡荷蘭外交大臣卡斯帕·費爾德坎普，請求協助安全護送以色列公民從酒店前往機場。
以色列總理本雅明·內塔尼亞胡在與荷蘭首相斯霍夫通話時，強調確保所有在荷蘭的以色列人安全的重要性。根據以色列總理辦公室的消息，內塔尼亞胡指出針對以色列公民的計劃性反猶襲擊的嚴重性，並請求加強荷蘭對猶太社群的安全保護。內塔尼亞胡最初宣佈將派遣「救援飛機」接回以色列公民，但後來其辦公室澄清重點將放在安排商業航班以確保他們安全回國，而非派遣救援飛機。
以色列總統艾薩克·赫爾佐格將阿姆斯特丹的事件形容為「反猶騷亂」，稱這是一個嚴重事件，對任何珍視自由的國家而言都是警示。他對荷蘭當局在保護遭受襲擊的以色列人和猶太人方面的能力表達信心。內塔尼亞胡將此事件與「水晶之夜」相提並論，指出這些襲擊發生於其86週年紀念日。
獲得以色列首席拉比的批准後，以色列國營航空公司以色列航空宣佈將在猶太教的安息日從阿姆斯特丹到特拉維夫執行救援航班。此航班將免費提供。球迷返回以色列後，社交媒體上出現影片顯示他們重複在阿姆斯特丹時的種族歧視口號，包括「為什麼加沙的學校停課？因為那裡已經沒有孩子了」。

### 巴勒斯坦
巴勒斯坦外交部發表聲明，譴責在阿姆斯特丹發生高喊反阿拉伯口號和對巴勒斯坦旗幟的污損行為，並指出這些行為由以色列足球隊球迷所為。該部門對這些球迷在荷蘭首都連續三天進行的「暴力行徑」表示關切，並指出這些球迷以「種族主義傾向」著稱。
外交部敦促荷蘭政府調查動亂責任人，並確保巴勒斯坦人和阿拉伯人的安全。聲明指出，一些人被描述為非法定居者和士兵，據稱在歐洲各城市散播「種族主義觀」。此外，外交部警告這些團體的影響力正在擴大，稱其行為是對巴勒斯坦身份和象徵的「直接挑釁」。

### 其他國家
- 法國：內政部長布律诺·勒塔约拒絕將法國與以色列之間的比賽轉移地點，強調這樣做相當於「面對暴力與反猶太主義的威脅而退縮」。他表示比賽將按原計劃於法蘭西體育場舉行，並將採取安全措施保障比賽的順利進行[4]。
- 德国：德國駐以色列大使斯特芬·赛贝特（英语：Steffen Seibert）表示，作為一名歐洲人，對於「我們的偉大城市之一出現這樣的情景感到羞愧」。他指出，「追逐並毆打以色列足球迷不是反戰抗議，而是一種犯罪行為，這種行為令人無法容忍，我們必須共同站出來反對[12]。」
- 英国：外交大臣林德偉對「針對以色列公民的反猶太襲擊」感到「極度震驚」。他表示：「我強烈譴責這些可憎的暴力行為，並與全球的以色列人和猶太人站在一起[39]。」
- 美国：總統祖·拜登表示：「在阿姆斯特丹針對以色列足球迷的反猶太襲擊令人厭惡，讓人聯想到猶太人曾遭受迫害的黑暗歷史。」他進一步指出：「我們必須不懈地打擊反猶太主義，無論它在何處出現[40]。」參議院多數黨領袖查克·舒默及其他兩黨議員也譴責這些襲擊[41]。美國反猶問題特使黛博拉·利普斯塔特稱這些襲擊「非常令人聯想到經典的反猶騷亂」[6]。

### 猶太團體與人物
以色列猶太大屠殺紀念館對受害者表示「深切關注」並表達支持，稱目睹如此暴力行徑「令人深感不安」，尤其在水晶之夜紀念日前夕。該機構強調，此事件顯示出「反猶太主義驚人復甦，這種惡性瘟疫已滲透到我們社會的各個角落」。
法國猶太機構代表委員會主席約納森·阿菲稱這次事件是「對以色列支持者的大規模私刑，是系統性攻擊。這是最惡劣的反猶太主義再次透過這些影像浮現。」他補充道，受害者因「加沙衝突而被針對，也因為他們的猶太身份」。
英國及英聯邦首席拉比伊弗雷姆·米爾維斯稱這些襲擊為「歐洲的一個重要分水嶺」，並指出「充滿仇恨的暴徒在阿姆斯特丹街頭追逐並暴力毆打猶太和以色列足球迷，並將影像驕傲地發佈到社交媒體」。

### 穆斯林團體與人物
美國穆斯林民權組織美國—伊斯蘭關係委員會發表聲明，譴責「以色列足球流氓的公然種族主義行徑」，並指出「聲稱阿姆斯特丹的穆斯林與阿拉伯居民無端襲擊猶太人並稱其為現代版的反猶騷亂」的說法不可接受。

### 其他
對沖基金經理比爾·阿克曼宣佈，由於反猶襲擊事件，他將把潘興廣場資本管理公司與環球音樂集團從阿姆斯特丹泛歐交易所撤出並遷至美國。